# アトレチコ鈴鹿クラブ
アトレチコ鈴鹿クラブ（アトレチコすずかクラブ英: Atletico Suzuka Club）は、日本の三重県鈴鹿市を、ホームタウンとする日本フットボールリーグ（JFL）所属に加盟するサッカークラブ。Jリーグ加盟を目指すクラブの1つである。呼称はアトレチコ鈴鹿。

## 概要
三重県名張市を拠点としていた「三重FCランポーレ」と、三重県鈴鹿市を拠点としていた「鈴鹿クラブ」が合併して2009年に「FC鈴鹿ランポーレ」として発足。名張時代の2006年（平成18年）から2015年まで用いていたクラブの愛称「ランポーレ」は、同市が生んだミステリー作家の江戸川乱歩に由来し、ランポーレ時代のエンブレムも江戸川乱歩の代表作「怪人二十面相」をチームの象徴とし、変幻自在な動きで相手を翻弄するチームという想いを込めたという。なお、旧名称「三重FCランポーレ」のマーク「M.I.E.」は、三重県の「M」、伊賀地方の「I」、「みんなで応援しよう」・「だれでも参加できる」と言う意味を込めて英語の「Everyone」と「Everybody」の「E」であった。
2009年（平成21年）にホームタウンを名張市から鈴鹿市へ移転と同時にホームスタジアムも上野運動公園競技場から三重県営鈴鹿スポーツガーデンへと移った。法人名も「芝生のグラウンドを愛する会」から「三重からJリーグのチームを創る会」に変更された。
2013年（平成25年）にJリーグ準加盟を申請をするが継続審議となり準加盟資格は得られなかった。
「運営体制の変更に伴い商標権等の関係で現在のクラブ名を使い続けることに将来的にリスクが生じる可能性」があるとの理由から、2016年シーズンからのクラブ名変更を発表、2016年1月28日に新クラブ名を「鈴鹿アンリミテッドFC」とすることが発表された。新エンブレムは「守備の強固さ」と「地域への密着性」の意味を持たせた盾の中央に "Unlimited" の「U」と三重の「三」をデザインしたもので、周囲にはチェッカーフラッグを模したリボンを配した。
2020年（令和2年）1月、メディア事業とコンサルティング営業を展開し、ポイントサイト「アメフリ」を運営するエムフロとの間でネーミングスポンサー契約を締結し、「あなたのポイントがクラブを強くする」をキャッチコピーに、ファン・サポーターが稼いだポイントがクラブの運営費に還元される「ポイントサポータークラブ」として運営することを明らかにする。同年2月1日には、クラブ名を「鈴鹿ポイントゲッターズ」へ変更、正方形の上下にチェッカー柄を置きながら、中央に大きく「ポ」と「P」、「G」と「ゲ」の合字2文字を配した新エンブレムを発表した。
現在の運営法人は株式会社アンリミテッド（2019年に「株式会社鈴鹿スポプレアンリミテッド」から商号変更）で、本田技研工業鈴鹿製作所近くの自動車部品・用品製造会社工場跡地にクラブ事務所とフットサルコートを構える。アンリミテッドは、2022年6月27日、後述の不祥事を受け、旧役員の退任、山口隆男の代表取締役社長、三浦泰年の代表取締役GMへの就任などを発表。あわせて同社の株式のうち、98.5%をオーナーの西岡保之が保有していると公表。Jリーグから「ガバナンス体制の改善」と「ステークホルダーからの支援継続」を求められるとし、株主の権限が一極集中とならない形とするため、株式会社ノーマークと利害関係を有しない第三者に分散譲渡すべく協議中と発表した ものの、後述のとおり2022年のうちにガバナンス体制の改善は具体化しなかったが、2023年11月に、西岡らが保有していた現有株式の全額を、株式会社協同に譲渡し、チーム体制を一新、クラブ名も「鈴鹿ポイントゲッターズ」から「アトレチコ鈴鹿クラブ」に一新することになった。8年間で3度目のクラブ名の変更になる。

## 歴史

### 名張時代
1980年3月に名張市を拠点に設立、1982年4月に三重県サッカー協会に加盟し、1991年に三重県サッカーリーグ1部へ昇格。
2005年2月に、前年の三重県1部で4位に入った「オキツモFCアドミラル」（オキツモ株式会社のサッカー部）を母体に、「W.S.C.名張アドミラル（「W.S.C.」は「ウエストスポーツクラブ」の略）」を創設。運営組織として「W.S.C.名張フットボール・サポート」を設立し、Jリーグ加盟を目指すことを発表した。さらに2006年2月には「M.I.E.ランポーレFC」へ名称変更、2006年2月22日に公式ウェブサイトを開設した。この年は三重県社会人選手権（天皇杯予選）ベスト8、三重県リーグ1部を2位で終え第41回東海社会人サッカートーナメント大会に進出。Aブロック優勝となって東海リーグ参戦が決定。同年11月1日には「三重FCランポーレ」へ名称変更する。

### 2008年 - 2018年（東海リーグ）
2008年5月21日、「鈴鹿クラブ」と合併を発表。9月1日には、2009年シーズンから本拠地を鈴鹿スポーツガーデンに移し、「FC鈴鹿ランポーレ」へ改名することを発表。また、クラブカラーもそれまでの濃紺（   ）、スカイブルー（   ）、オレンジ（   ）から、青（   ）と緑（   ）へ変更された。
2009年シーズンは三重県社会人サッカー選手権大会優勝。東海リーグ2部を無敗で制し1部へ昇格。
2010年シーズン、2011年シーズンは三重県社会人サッカー選手権大会を連覇。2011年は三重県サッカー選手権大会（第91回天皇杯予選）を制し、天皇杯初出場。1回戦で中京大学に競り勝つも、2回戦で名古屋グランパスエイトに敗戦。
2012年にはサッカー単独競技から総合型地域スポーツクラブを目指すため法人名が「三重すずかスポーツクラブ」に改名された。三重県社会人サッカー選手権大会を四連覇し、三重県サッカー選手権（第92回天皇杯予選）も制して天皇杯に2年連続出場優勝（1回戦で浜松大学に勝利するも2回戦でジュビロ磐田に敗退）。また、東海リーグ1部で初優勝し第36回地域決勝へ初出場（グループリーグ敗退）。
2013年シーズンは三重県社会人サッカー選手権大会でヴィアティン桑名に敗れて五連覇ならず。東海リーグも6位にとどまる。
2014年シーズンは三重県社会人サッカー選手権大会でヴィアティン桑名に雪辱を果たすも三重県サッカー選手権大会（第94回天皇杯予選）で桑名に敗れて天皇杯出場ならず。東海リーグは2年ぶり2度目の優勝を果たすが、第38回地域決勝は1次ラウンド敗退。この年限りで4シーズン監督を務めた髙木成太が退任し、強化部長に就任した。
2015年シーズンは、開幕直前に前監督で強化部長の髙木成太がで退任した他、取締役の西條一博や育成世代のコーチ陣が相次いで退団。白子駅前センター商店街に構えていたクラブ事務所を退去するなど経営環境が劇的に変化したことにより選手補強に大きく影響。最終的にはこの年監督に就任した元ヴォルカ鹿児島監督の小澤宏一の尽力である程度の戦力は整えたものの、三重県サッカー選手権でヴィアティン三重に敗れて全社、天皇杯への出場を逃し、東海リーグもリーグ戦序盤の連敗などもあってFC刈谷に勝ち点1及ばず連覇を逃し、JFL昇格の目標は叶わなかった
2016年シーズン は、小澤宏一と複数年契約を結んで体制の立て直しを図ったが、東海リーグでFC刈谷との直接対決の2敗が響き2位。三重県サッカー選手権大会でヴィアティン三重を下して4年振りに第96回天皇杯に出場。また、第52回全国社会人サッカー選手権大会で準優勝して全国地域サッカーチャンピオンズリーグ2016出場を決め、1次ラウンドで3連勝して初の決勝ラウンド進出を果たした。決勝ラウンドで初日のFC今治戦に敗れるものの、2日目は三菱自動車水島FCに勝利し悲願のJFL昇格に望みを繋ぐ。最終日はヴィアティン三重との同県対決で「勝った方がJFL昇格」という大一番となった が、このシーズンそれまで一度も敗れていなかった三重相手に1-4と最後の最後で苦杯をなめる結果となり、大会を3位で終えJFL昇格を逃した。
小澤体制3年目の2017年シーズンは愛媛からGK曵地裕哉、熊本からDF藏川洋平、讃岐からMF藤田浩平ら、Jリーグ経験者を複数獲得。前年に引き続きヴィアティン三重を下して第97回天皇杯に出場、第53回全国社会人サッカー選手権大会への出場権も確保し、東海リーグではアウェイで刈谷と引き分けるなど首位をキープしていたが、2017年9月24日の東海リーグ・刈谷との直接対決に勝利もしくは引き分けでリーグ優勝という状況で敗れたことを受け、クラブは監督の小澤宏一を解任、藏川洋平が監督代行（プレイングマネージャー）をつとめることとなった。その後、リーグ最終戦で勝利し3年ぶり3回目の優勝を決めた。
また、第53回全国社会人サッカー選手権大会でも優勝を決めた。全国地域サッカーチャンピオンズリーグ2017はグループリーグ敗退となった。
2018年シーズンは新監督にアルビレックス新潟レディース前監督で複数のJリーグ/JFLクラブでの監督経験のある辛島啓珠を招聘。ヴィアティン三重からGK髙宮大輔・DF野口遼太・MF小澤司、元京都のMF和田篤紀らを獲得。東海リーグでFC刈谷とのマッチレースを得失点差無しで制し、2年連続4回目のリーグ制覇。第54回全国社会人サッカー選手権大会は2回戦で敗退したものの、リーグ覇者として出場した全国地域サッカーチャンピオンズリーグ2018では、1次ラウンドを2勝1分で突破すると、決勝ラウンドを2勝1敗で2位となり、JFL昇格の権利を得た。12月6日、JFL理事会で第21回日本フットボールリーグへの入会が承認された。シーズン終了後、辛島が監督を退任した。

### 2019年 - (JFL)

#### 2019年
後任監督の選定は「女性監督で行く」という方針の元、「サッカー 女性 監督」というワードでGoogle 検索を行う段階からスタートした。その後多くのスポーツエージェント・代理人への女性監督の調査依頼などを経た結果、最終的にスペイン人女性のミラグロス・マルティネス・ドミンゲスに白羽の矢を立て、2019年1月9日に監督就任を発表した。なお、日本の全国リーグ（JFL、Jリーグ）所属の第1種男子チームに、女性監督を起用するのは史上初の事例となる。
藤枝からGK佐藤隼・FW遠藤純輝、FC今治からDF宮本和輝・MF小野祐輔らを完全移籍で、岐阜からMF全山海、山口からDF田中貴大（8月-）を期限付き移籍で、その他新卒2名を獲得した。リーグでは攻撃的サッカーを展開、リーグで3番目に多い47失点が足を引っ張ったものの、昇格組ながらリーグ4位の43得点を挙げ、9勝9分12敗の12位でフィニッシュ、FWエフライン・リンタロウが18ゴールを挙げて得点王に輝き、ベストイレブンにも選出された。

#### 2020年
ミラグロス・マルティネス・ドミンゲス体制2年目。北九州からMF紀藤隆翔、熊本からMF八久保颯らを完全移籍で、その他新卒2名を獲得。新型コロナウイルス感染症の影響により、開催方式が2回戦総当たりから後期日程のみの1回戦総当たりの15試合制へ変更となったリーグ戦では、開幕4試合で1分3敗と出遅れ、第19節終了時点で降格圏の16位に沈むが、第20節東京武蔵野シティFC戦で初勝利を挙げると、その後は5勝2分3敗と持ち直し、総合では6勝3分6敗の5位でフィニッシュした。
11月末、Jリーグ百年構想クラブの申請を行った。

#### 2021年
2月25日にJリーグ百年構想クラブに認定された。
熊本からMF坂本広大・田村翔太、清水からFW平墳迅らを完全移籍で、新卒で3名を獲得。リーグでは、開幕6戦負けなしを記録、第4節終了時には首位に立つ活躍を見せるも、第7節から8試合勝ちなしと不振に陥り、第15節終了時点で14位に後退した。この責任を取って、7月5日付で監督のミラグロス・マルティネス・ドミンゲスが退任、コーチ兼テクニカルディレクターの小澤司が暫定監督として指揮を執ったのち、7月15日付で三浦泰年が監督兼ゼネラルマネージャーとして就任、結局、前半戦は5勝3分8敗の13位で終えた。後期も前期同様6戦負けなしでスタート、9月28日にはJリーグからJ3ライセンスが交付された。その後は勝ちと負けを繰り返しながら徐々に順位を上げていき、最終節で昇格圏の4位に浮上、「年間成績4位以内」というJ3加盟条件のひとつを満たしたものの、いわきFCが優勝し翌年J3加盟となり、J3ライセンスはないがJリーグ百年構想クラブであるヴェルスパ大分が3位に入ったため、「Jリーグ百年構想クラブ中2位以内」という条件を満たせず、J3参入はならなかった。
シーズン終了後、この年に退任した元執行役員が2020年以降のトラブル・不祥事をTwitter上で告発。2020年11月29日のソニー仙台FC戦について、クラブのオーナーの西岡保之（株式会社ノーマーク会長）から、わざと負けるよう指示されたと言及した。また、クラブが元執行役員に2500万円を支払ったことを明らかにした。（後述）。

#### 2022年
水戸からMF中里崇宏、八戸から前田柊らを完全移籍で、横浜FCから元日本代表のFW三浦知良、讃岐からFW栗田マークアジェイらを期限付き移籍で、新卒で1名を獲得した。ホームの平均観客動員数は2,312人とJFLで3位となる。アウェーでも11月9日の国立競技場でのクリアソン新宿戦の観客は1万6千人超となり、JFLの最多記録を更新。11月23日の奈良での奈良クラブ戦でも1万4千人超が集まった。ただ、成績はJFLの中位で推移し、最終的に9位と低迷した。
一方、八百長疑惑などの不祥事により、2月28日、JFL規律委員会が鈴鹿の「懲罰の対象となりうる行為」を認定し、Jリーグ理事会は、鈴鹿の百年構想クラブ資格を「解除条件付き資格停止」とすることを決定した。
規律委員会は、4月5日に調査結果と懲罰処分を公表 し、当該試合について「八百長の企て」に該当すると認定し、試合結果を没収試合として、罰金500万円を課し、オーナーら3人にサッカー関連活動の禁止処分を下した。6月に、鈴鹿警察署は、運営会社から現金を脅し取ろうとした脅迫未遂の容疑で、元執行役員を逮捕したと発表した。
6月21日の臨時株主総会で、クラブ代表だった吉田を含む経営陣4人が全員退任し、GM兼監督の三浦泰年らが新役員として選任された。だが、Jリーグ理事会は、クラブの役員が八百長を企てたこと、運営会社の株主構成の変更が完了していないことからガバナンスの改善に至ってないと判断し、6月28日、鈴鹿のJリーグ百年構想クラブの資格の失格を決定した。
その後も、鈴鹿は、Jリーグから求められた運営会社のガバナンス体制の改善、新たな株主を期限の11月までに決めることができず、新スタジアム建設の資金調達を進めることができなかった。鈴鹿市は、11月28日、建設を中止するよう会社側に求め、会社と結んでいた協定を解除。建設計画は白紙に戻った。12月には、一部選手・スタッフがGM兼監督の三浦泰年について、過去に暴言などのパワーハラスメントがあったとして、日本サッカー協会に内部告発したことが報道された。選手全36人のうち、12月26日までに19人がチームを去り、最終的に25人前後が退団すると報道された。運営会社のガバナンス改善が進まず、2023年シーズンのJリーグ参入が難しくなったことなどが背景にあると指摘された
。

#### 2023年
三浦が期限付き移籍満了で横浜FCに復帰 し、中里はY.S.C.C.横浜、その他ジェイリースFCに2人、レイラック滋賀FCに4人移籍するなど25人が退団した。残留した選手は岩脇、三宅、中村俊、前田ら11人で、福岡から桑原海人を完全移籍で、鳥栖から兒玉澪王斗を期限付き移籍で獲得。新加入の中心は大学生だった。
2月1日に臨時株主総会を開催し、代表取締役GMの三浦泰年など役員6名全員が同日付で退任し、新たに代表取締役社長として就任した渡邉淳など4名が役員に選任された。なお、三浦は引き続き監督として残留する。
同10月31日、自動車部品メーカー・工業系商社の株式会社協同が運営会社（株式会社アンリミテッド）の発行済み株式を全て取得し、同社が筆頭株主になったと発表した。なお、協同の社長は三浦泰年と旧知の仲である元プロサッカー選手の斉藤浩史である。リーグ戦成績は10勝6分け12敗の9位。
シーズン終了後、2月に社長に就任した渡邉淳ら3名が任期満了で退任。「ポイントサポータークラブ」としての活動も2024年1月を持って終了となる。

#### 2024年
2024年1月10日に行われた記者会見で、新たなクラブ名を「アトレチコ鈴鹿クラブ」(Atletico Suzuka Club)とし、青と緑のチームカラーは維持しつつエンブレム・ロゴも刷新されることとなった。
13人が移籍・契約満了・現役引退などで退団した一方、琉球からFW人見拓哉、宮崎からDF藤武剛、岡山からFW福元友哉ら10人を獲得。ただ、監督の三浦泰年からシーズン開幕直前に辞任の申し入れがあり、2月17日付けで監督を辞任。指導方法に悩みを抱えていたことを理由にした。後任に東京都サッカー協会でユースダイレクターを務めていた齋藤登が就任した。
シーズン前半は、人見が得点を重ね、6月22日には12得点でJFL得点ランキングで1位を独走。6月30日にはJFLで9位まで上げた。一方、6月25日に、三浦知良の１年半ぶりの復帰、28日に元JリーガーでINAC神戸レオネッサ元監督の朴康造の監督就任が発表。齋藤は6月末で監督を辞任し、アカデミーダイレクターに異動した。三浦は7月14日に出場し、以降、30分程度の出場を続け、JFLの最年長出場記録を重ねる。後半、人見は不調で、最終戦にてJFLランキング2位に陥落。チームも11位と下位でシーズンを終えた。

## タイトル

### リーグ戦
- 東海社会人サッカーリーグ1部：4回
  - 2012, 2014, 2017, 2018

### カップ戦
- 全国社会人サッカー選手権大会：1回
  - 2017
- 三重県サッカー選手権大会（天皇杯三重県予選）8回
  - 2011, 2012, 2016, 2017, 2018, 2020, 2021, 2022

## ホームスタジアム
主催試合は鈴鹿市内にある三重交通G スポーツの杜 鈴鹿サッカー・ラグビー場メイングラウンド（三交鈴鹿）、AGF鈴鹿陸上競技場（AGF鈴鹿）、および2022年から近接地の四日市市にある四日市市中央陸上競技場を使用している。
AGF鈴鹿は2022年は使用なしとなり一時撤退したが、2023年に1試合のみ、2024年は6試合使用する予定。

### 新スタジアム計画
本クラブは2020年10月28日、鈴鹿市住吉町にある「県営鈴鹿青少年の森」を候補地としてJリーグ開催基準を充足したスタジアムを建設する構想を発表し、2022年9月完成を目指すことを明らかにした。これについて鈴鹿市議会も2020年12月定例議会で、鈴鹿市長・末松則子は「サッカーを通してスポーツによる新たなまちづくりを目指し、チームのJリーグ入会に向けて積極的に支援したい」として、スタジアム建設に前向きな姿勢を示している。
なお、J3昇格に必要なライセンスを交付するにあたり、ポイントゲッターズは上述の鈴鹿青少年の森のスタジアム新設を前提とした「特例処置1」 の適用を受ける形で、三交鈴鹿サッカー・ラグビー場を本拠登記し、2022年度のJ3ライセンスが認められた。
2022年1月25日、運営会社の株式会社アンリミテッドと、同社の親会社でありアフィリエイト広告などを展開する株式会社ノーマーク（旧社名・株式会社スポプレ）が事業主となり、2月9日に県営鈴鹿青少年の森公園内にてスタジアム建設工事に着手、2023年3月の供用開始を目指す予定であることを明らかにし、同スタジアムについて「すずか三重丸（さんじゅうまる）パーク」のプロジェクト名を用いることを明らかにした。鈴鹿青少年の森公園の「シンボル広場」と呼ばれるエリア約5haにスタンド付きの天然芝1面のメイングラウンドと人工芝1面のサブグラウンドを整備するというもので、梓設計が主設計を担当し、地元建設会社であるイケダアクトが施工を担当する。建設事業費8億円は借入金で調達する予定であるという。当面は収容人員5,000人規模で建設し、将来的にJ1ライセンスが取得可能な15,000人規模まで拡張可能なスタジアムにする計画であるという。
一方で、鈴鹿青少年の森でのスタジアム建設は公園の自然環境を破壊する恐れが高いとして、市民有志らが中心となって「鈴鹿青少年の森を愛する会」を結成し、サッカー場の建設に反対するための署名運動 や、「人間の鎖」を作る抗議集会 などを行ない、2021年12月には署名を鈴鹿市に提出。建設着手発表後の2022年1月28日には県による市へのサッカー場建設許可と公園使用料の免除が、実態は管理などを担う民間企業への公園使用料免除であり違法であるとして、三重県監査委員に住民監査請求を行った上で、県に許可の撤回を求める申し入れ書と署名を提出し、2月2日には鈴鹿市に即時中止を求める申し入れ書を提出した上で、アンリミテッドにも面談を申し入れた。そして2月8日に同会の共同代表ら6人が代表取締役社長の吉田雅一ら関係者4人に着工の延期を申し入れた上で財政計画などの6項目について質問し、同社では後日書面で回答を行う事を明らかにしていた が、2月14日に同会は三重県と三重県知事の一見勝之、それに前知事の鈴木英敬を相手取り、スタジアムの設置許可の取り消しを求める住民訴訟を津地方裁判所に提訴した。
しかし、新たなスポンサー探しが難航し、資金調達が困難になったとして、鈴鹿市は2022年11月28日、運営会社・株式会社アンリミテッドに対して、この新スタジアムの建設計画の中止を求めたと発表した。鈴鹿市は11月25日に、運営会社に対してスポンサー探しの状況報告を求めたが、現オーナーが保有する株式の譲渡先が未定のままであるとして、資金調達の進展がないと説明。同市はガバナンスが不充分と見なし、建設計画の中止とそれに関する協定書の解除をするように申し入れを行ったとされている。

## ユニフォーム
ペイズリー柄であった2018年を除き、2016年から、鈴鹿市の象徴であるモータースポーツからチェッカーフラッグ（チェック柄）を採用している。
- 2017年モデル：出場選手11名の結束力を表した11本のラインを中央部に配置。上下一杯に引き伸ばすことで「突き進む、勝ち進む」といったイメージも持たせている[64]。
- 2019年モデル：鈴鹿市の象徴であり、チームのモチーフとしても定番となりつつあるチェッカーフラッグを、チームのメインカラーである青と緑を使用して全面にあしらう。そこへ差し込んだ白い二本の線で鈴鹿市を流れる二本の川（鈴鹿川と安楽川）を、青い二本の線で伊勢湾と鈴鹿の山々の深い青色をあらわしている。2019シーズンより活躍の舞台が全国規模になるからこそ、今まで以上により深く地域を象徴したモチーフを使用することで、全国へ鈴鹿の名を届ける使命を背負って戦っていくという願いを込めている[65]。
- 2020年モデル：鈴鹿を象徴するモチーフであるチェッカーフラッグをベースに、前年度より細かく複雑に交じり合う、モザイク画のパターンを全面にあしらう。鎖骨から脇下へ流れるラインは、鈴鹿の山々から伊勢湾へと流れる川を表しており、そのラインをパンツへつなげることで、世界の海へと広がっていく様子を描いている。モザイク画の一つ一つのパーツは、スペイン出身の監督ミラグロス・マルティネス・ドミンゲスを筆頭に、国籍や性別、年齢や文化も様々な人が集まるチームを、また、当クラブを応援する全国各地のサポーターという異なるカラーを持った沢山の人々を表現しており、寄り集まって一つの絵を描くように、同じ目標に向かって邁進していくという願いを込めている[66]。
- 2021年モデル：世界の人々に「鈴鹿ポイントゲッターズ」という名前を知ってもらいたいとの思いから、クラブの愛称であり、エンブレムにもなっている「ポゲ」を、ユニフォームに落とし込んだ。伊勢湾の青と鈴鹿の山々を表す緑、そして鈴鹿市のアイデンティティでもあるチェッカーフラッグを引き続き採用。胸の十字はチームとサポーターの固い結束を、側面の円は三重の地域の人々との絆を表し、全体として「ポ」をイメージしている。また、パンツには力強さを示す稲妻模様と、半円を施し、全体として「ゲ」をイメージしている。近い将来のJリーグ昇格に向けて、さらなる躍進を遂げるべく、サポーターや地域の皆様と一丸となって成長していきたいという願いを込めている[67]。
- 2022年モデル：先達て建設が開始された新スタジアムのコンセプト「すずか三重丸パーク」構想の要となっている「まる＝えん」のイメージを、ユニフォームに落とし込んだ。伊勢湾の青と鈴鹿の山々を表す緑をベースに、波紋のような「えん＝円」をあしらい、チェッカーフラッグは肩から袖にかけて採用している。「すずか三重丸パーク」が地域のシンボルになるように、同じく「まる＝えん」を身に纏った鈴鹿の選手たちが三重県のシンボルになって欲しいという願いを込めている[68]。
- 2023年モデル：地に足を付け、リスタートを図るとの思いから、鈴鹿市の伝統工芸である伊勢型紙の文様を採用した。伊勢湾の青と鈴鹿の山々を表す緑をベースに、伊勢型紙の文様をユニフォーム全体に、鈴鹿のアイデンティティでもあるチェッカーフラッグを肩から袖にかけてあしらっている[69]。

### クラブカラー
- - 2007年   濃紺[3]、  スカイブルー[3]、  オレンジ[3]
  - 濃紺は『三重の海、伊賀の豊かな森林』から「強い意思を持ったチーム」を、スカイブルーは『三重の澄み切った空』から「さわやかなチーム」を、オレンジは『団結、暖かな県民性』から「情熱あふれるチーム」をイメージしている[3]。
- 2008年 -    青[1]、  緑[1]

### ユニフォームスポンサー
| 掲出箇所   | スポンサー名                       | 表記                          | 掲出年   | 備考                   |
| 胸         | トピア                             | TOPia                         | 2023年 - | 2022年は「トピア」表記 |
| 鎖骨       | Y21 Sports                         | Y21 FOOTBALL SHOP             | 2023年 - | 左側に表記             |
| 背中上部   | ジンテック                         | Jintech Co.,Ltd.              | 2023年 - |                        |
| 背中下部   | なし                               | -                             | -        |                        |
| 袖         | 鈴鹿市                             | 鈴鹿市                        | 2023年 - |                        |
| パンツ前面 | 三洋自動車                         | BMW MINI SYCGSANYO CARS GROUP | 2023年 - |                        |
| パンツ背面 | 日本自動車販売協会連合会三重県支部 | JADA                          | 2023年 - |                        |

### ユニフォームサプライヤーの遍歴
- - 2007年途中：ナイキ
- 2007年途中 - 2008年：アディダス
- 2009年：ミズノ
- 2010年 - 2014年：アルマ・デポルテ
- 2015年 - 現在：アスレタ

### 歴代ユニフォームスポンサー表記
| 年度 | 箇所                                     | 箇所              | 箇所            | 箇所                      | 箇所                      | 箇所                         | 箇所                          | 箇所         | サプライヤー  |
| 年度 | 胸                                       | 鎖骨左            | 鎖骨右          | 背中上部                  | 背中下部                  | 袖                           | パンツ前面                    | パンツ背面   | サプライヤー  |
| 2006 | ハートランド                             | 解禁前            | 解禁前          | ISET                      | 解禁前                    | SAIJYO                       | 21 DINS                       | 解禁前       | NIKE          |
| 2007 | ハートランド / ISET                      | 解禁前            | 解禁前          | ISET / ハートランド       | 解禁前                    | SAIJYO                       | 21 DINS                       | 解禁前       | NIKE / adidas |
| 2008 | ISET                                     | 解禁前            | 解禁前          | ハートランド              | 解禁前                    | SAIJYO                       | 21 DINS                       | 解禁前       | adidas        |
| 2009 | POKKA P                                  | 解禁前            | 解禁前          | ISET                      | 解禁前                    | ハートランド                 | 21 DINS                       | 解禁前       | Mizuno        |
| 2010 | ISET                                     | 解禁前            | 解禁前          | JA全農みえ                | 解禁前                    | ハートランドしぎさん         | 21 DINS                       | 解禁前       | ALMA DEPORTE  |
| 2011 | ISET                                     | 解禁前            | 解禁前          | 三重中央開発              | 解禁前                    | おおえのき接骨院             | PACIFIC ACE                   | 解禁前       | ALMA DEPORTE  |
| 2012 | ISET                                     | 解禁前            | 解禁前          | 三重中央開発              | 解禁前                    | おおえのき接骨院             | 百五銀行 FRONTIER BANKING     | 解禁前       | ALMA DEPORTE  |
| 2013 | ISET                                     | 解禁前            | 解禁前          | 三重中央開発              | 解禁前                    | おおえのき接骨院             | 百五銀行 FRONTIER BANKING     | 解禁前       | ALMA DEPORTE  |
| 2014 | ISET                                     | 解禁前            | 解禁前          | 三重中央開発              | 解禁前                    | おおえのき接骨院             | 百五銀行 FRONTIER BANKING     | 解禁前       | ALMA DEPORTE  |
| 2015 | ISET                                     | 解禁前            | 解禁前          | 三重中央開発              | 解禁前                    | おおえのきトータルヘルスケア | 百五銀行 FRONTIER BANKING     | 解禁前       | ATHLETA       |
| 2016 | ISET                                     | 解禁前            | 解禁前          | お嬢様聖水                | -                         | OHENOKI Total Health Care    | 百五銀行 FRONTIER BANKING     | 解禁前       | ATHLETA       |
| 2017 | ISET                                     | 解禁前            | 解禁前          | お嬢様聖水                | ÆON MALL イオンモール鈴鹿 | OHENOKI Total Health Care    | 百五銀行 FRONTIER BANKING     | 解禁前       | ATHLETA       |
| 2018 | 私の中の女神が目覚める お嬢様聖水 サワー | -                 | -               | entraîner エントレイナー  | ÆON MALL イオンモール鈴鹿 | OHENOKI Total Health Care    | 百五銀行 FRONTIER BANKING     | 解禁前       | ATHLETA       |
| 2019 | お嬢様聖水                               | JJTA              | HOWA            | 百五銀行 FRONTIER BANKING | ÆON MALL イオンモール鈴鹿 | 住友電装                     | 勢州建設                      | 解禁前       | ATHLETA       |
| 2020 | SPIRALNET                                | JJTA              | HOWA            | 百五銀行 FRONTIER BANKING | ÆON MALL イオンモール鈴鹿 | 住友電装                     | 勢州建設                      | -            | ATHLETA       |
| 2021 | SPIRALNET                                | JJTA              | HOWA            | 百五銀行 FRONTIER BANKING | ÆON MALL イオンモール鈴鹿 | 住友電装                     | 勢州建設                      | 心 意 気     | ATHLETA       |
| 2022 | ISET イセットG                           | 第一不動産販売    | FUDEAL CREATION | FRONTIER                  | トピア                    | HOWA                         | 勢州建設                      | p ペイトナー | ATHLETA       |
| 2023 | TOPia                                    | Y21 FOOTBALL SHOP | -               | Jintech Co.,Ltd.          | -                         | 鈴鹿市                       | BMW MINI SYCGSANYO CARS GROUP | JADA         | ATHLETA       |

## 不祥事

### 経営陣による八百長指示疑惑
2021年12月10日、クラブ運営会社の元執行役員が自身のTwitterで「鈴鹿ポイントゲッターズの選手、スタッフ、そこで関わった人との全ての連絡をやめます」「そして、明日から鈴鹿の今までしてきた事を公表していきます」「誰が悪いかはっきりさせましょう」とツイートし、それ以降、クラブ内で以下の事案を含む複数のトラブル・不祥事があったとTwitter上で告発した。
- 2020年シーズン開幕時にクラブ側の不手際で2名の選手登録が行われていなかったこと
- 2020年11月29日のJFL最終節ソニー仙台FC戦（0-1で敗戦）について、クラブ株式の大半を所有する西岡保之（株式会社ノーマーク会長）[71] からこの試合をわざと負けるよう（いわゆる「八百長」）指示されたこと
- クラブが選手に対して、クラブから給料が支払われてないことにして持続化給付金を受け取れるように出来ないか（いわゆる持続化給付金詐欺）と示唆していたこと

これらに対し、クラブ側は12月12日に代表取締役吉田雅一の名で声明を発表し、元執行役員が告発した不正行為については「存在しないもの」と認識している一方で、声明時点で元執行役員から「5000万円の支払いと吉田代表の辞任が実行されない場合不正を公表する」という内容の金銭要求を受けており、同年7月にも同様の内容で金銭要求を受けクラブが元執行役員に2500万円を支払ったことを明らかにした。金銭要求について元執行役員は「（7月に）退職金を請求したら、クラブ側から和解金にして欲しいと頼まれた」「（7月の支払後に、トラブルを）自分の責任にされたら追加請求すると約束しており、それが守られなかったので5,000万円を追加請求した」と述べた。クラブ側は、弁護士と共に鈴鹿警察署に相談し、鈴鹿市、三重県、JFLなどにも一部情報を共有した。
2022年1月11日、Jリーグは、JFL側に2月中の事実解明を要請した上で、事実認定がなされるまでは百年構想クラブの資格は継続し、JFL開幕前までに対処を検討するとした。2022年2月28日、JFL規律委員会が鈴鹿の「懲罰の対象となりうる行為」を認定し、同日行われたJリーグ理事会で、JFLからの報告に加え、不適切な金銭授受などクラブのガバナンス体制が問題視され、鈴鹿の百年構想クラブ資格を「解除条件付き資格停止」とすることを決定した。同年6月のJリーグ理事会までに「ガバナンス体制の改善」「ステークホルダーからの支援継続」が確認されれば資格停止が解除となる。
日本サッカー協会（JFA）規律委員会は、2022年4月5日付けで本件に関する調査結果と懲罰処分を発表した。JFAによる調査結果として、JFL最終節について、以下の行為を事実認定した。
- チーム代表、オーナーと元執行役員に監督・スタッフを交えた会議で、オーナーが「この試合は必ず勝たなければいけない試合ではない」「仮に負けていて残り時間が少ない場合、無理に追いつこうとしなくて良い」趣旨の発言を行った。
- 翌日の選手・監督を交えた試合前日ミーティングで、元執行役員が選手に対し、（オーナーの発言趣旨を超えて）具体的な行為を列挙して意図的に試合に負けるよう脅迫まがいと受け取れるような発言を行った。しかし、ミーティングの場が混乱したことから、選手と監督だけでミーティングを続行し、敗退行為をしない旨を確認。チーム代表がそのことを確認し「正々堂々と戦う」意思を確認するための誓約書を交わした。
- JFL規律委員会は上記の経緯から「八百長の企て」とまではいえないと判断したが、元執行役員の発言は一時的であれ「チームとしての指示」であったことをチーム代表が認めており、「八百長の企て」（試合の経過、結果に不当に影響を与え、操作する行為）に該当する。

以上を踏まえ、当該試合結果について没収試合（0-3で鈴鹿の敗戦）とした上で罰金500万円を課し、具体的に八百長を指示した元執行役員に2年間のサッカー関連活動の禁止、またチーム代表に1か月、オーナーに3か月のサッカー関連活動の禁止処分を下した上で、選手と監督に対し「チーム幹部からの指示であったにもかかわらず、それを毅然と拒否し、試合のインテグリティを保全し、全力でプレーした選手及び監督の勇気ある行動は称えられるべきもの」であることが明記された。
同年6月20日までに三重県警察鈴鹿警察署は、運営会社から現金を脅し取ろうとした脅迫未遂の容疑で、元執行役員を逮捕したと発表した
同年6月21日に開催した臨時株主総会で、「ガバナンス体制の改善」「ステークホルダーからの支援継続」を念頭に、クラブ代表だった吉田を含む経営陣4人が全員退任し、新たにGM兼監督の三浦泰年を含む6人が新役員として選任。新社長には、地元出身でホンダOBの山口隆男が就任。また、6月27日に公表された取締役交代のリリースにおいて、クラブ運営会社株式のほぼ100%を保有している西岡が保有株式を西岡及び株式会社ノーマークと無関係な第三者に譲渡する予定であることを明らかにした。しかし、リリース翌日の6月28日に行われたJリーグ理事会において、株主構成の変更が完了していないことや（クラブの役員が）八百長を企てたという事実を重く見て、「ガバナンスの改善に至ると客観的に判断できうるまでの十分な体制構築が行われていない」との判断により、鈴鹿ポイントゲッターズのJリーグ百年構想クラブの資格の失格を決定した。
なお、Jリーグ百年構想クラブから自主的に脱退した場合は脱退日から2年間は再申請できない（Jリーグ百年構想クラブ規程第8条） が、失格の場合はこれの対象外であり（同第7条）、クラブは同年11月の再申請を目指す 予定だったが、Jリーグ百年構想クラブの見直しが検討されているため、11月の申請は見送られる見通しとなった。

### 選手・スタッフに対するパワーハラスメント
2022年12月、同クラブ所属の一部選手、スタッフが三浦泰年GM兼監督について、過去に暴言などのパワーハラスメントがあったとして、日本サッカー協会に内部告発したことが明らかになった。既に同年11月中旬にまとめられたクラブの顧問弁護士による調査報告書で、「監督が怒ってモノに当たる」「選手に暴言を吐く」などの三浦のパワハラを認定したものの、外部調査が進まないことなどを理由に協会に通報したとされる。なお、クラブ側は同年9月8日に三浦との2025年までの契約を更新している。
2023年3月3日、JFL規律委員会から三浦に対し2件の事案についてそれぞれ4試合のベンチ入り停止と譴責の処分が科せられた。これを受けて三浦は年俸10%の自主返納を申し出ている。